# Oskars Melbārdis
Oskars Melbārdis (Valmiera, URSS, 16 de febrero de 1988) es un deportista letón que compitió en bobsleigh en las modalidades doble y cuádruple.
Participó en dos Juegos Olímpicos de Invierno, obteniendo en total tres medallas, en Sochi 2014 oro en la prueba cuádruple (junto con Arvis Vilkaste, Daumants Dreiškens y Jānis Strenga) y bronce en la prueba doble (con Daumants Dreiškens), y bronce en Pyeongchang 2018, en la prueba doble (con Jānis Strenga).
Ganó cuatro medallas en el Campeonato Mundial de Bobsleigh entre los años 2009 y 2016, y cinco medallas en el Campeonato Europeo de Bobsleigh entre los años 2008 y 2018.

## Palmarés internacional
| Juegos Olímpicos   | Juegos Olímpicos             | Juegos Olímpicos  | Juegos Olímpicos |
| Año                | Lugar                        | Medalla           | Prueba           |
| ------------------ | ---------------------------- | ----------------- | ---------------- |
| 2014               | Sochi (Rusia)                | Medalla de oro    | Cuádruple        |
| 2014               | Sochi (Rusia)                | Medalla de bronce | Doble            |
| 2018               | Pyeongchang (Corea del Sur)  | Medalla de bronce | Doble            |
| Campeonato Mundial |                              |                   |                  |
| Año                | Lugar                        | Medalla           | Prueba           |
| 2009               | Lake Placid (Estados Unidos) | Medalla de bronce | Cuádruple        |
| 2015               | Winterberg (Alemania)        | Medalla de plata  | Doble            |
| 2015               | Winterberg (Alemania)        | Medalla de bronce | Cuádruple        |
| 2016               | Igls (Austria)               | Medalla de oro    | Cuádruple        |
| Campeonato Europeo |                              |                   |                  |
| Año                | Lugar                        | Medalla           | Prueba           |
| 2008               | Cesana (Italia)              | Medalla de oro    | Cuádruple        |
| 2015               | La Plagne (Francia)          | Medalla de oro    | Cuádruple        |
| 2015               | La Plagne (Francia)          | Medalla de plata  | Doble            |
| 2016               | Sankt Moritz (Suiza)         | Medalla de bronce | Cuádruple        |
| 2018               | Igls (Austria)               | Medalla de bronce | Cuádruple        |